# بعثة بيلنجشوزن

مسار الرحلة.

بعثة بيلنجشوزن هي بعثة روسية لاستكشاف المحيط المتجمد الجنوبي. تمت الرحلة بين 1819 و 1821 وقادها الاميرال فبيان فان بيلنجشوزن وميخائيل لازاريف على متن فوستكو ميرنيي  للدعم.
في 5 سبتمبر 1819 انطلاقا من بورتسموث سار القاربان نحو جيورجيا الجنوبية ثم في 26 يناير 1820 يصبح قائد الرحلة الأول الدي يخترق الدائرة القطبية بعد جيمس كوك.
لقد اكتشفت البعثة الأراضي القارية لانتاركتيكا. في نفس الوقت يطالب ادورد برانشفيل القائد في البحرية البريطانية وناتاليان بالمر المستكشف الأمريكي بهذا الإنجاز.